# Albrecht von Bernstorff

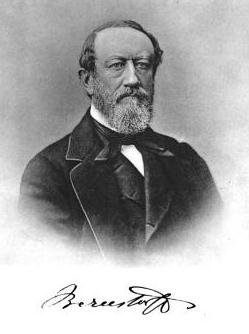
Albrecht von Bernstorff

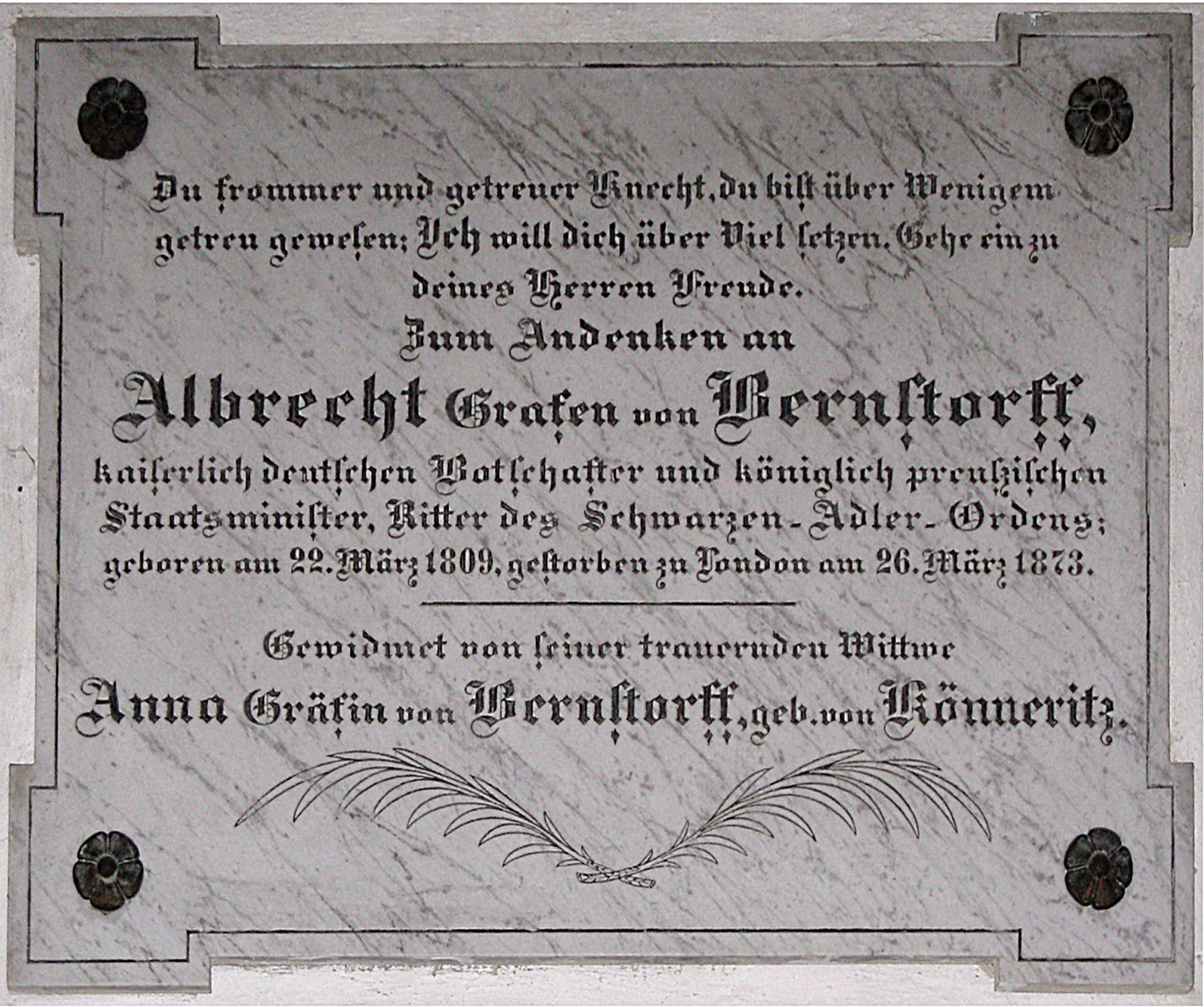
Gedenktafel in der St. Abundus-Kirche (Lassahn)

Albrecht Graf von Bernstorff (* 22. März 1809 in Dreilützow; † 26. März 1873 in London) war ein preußischer und deutscher Diplomat und Politiker.

## Herkunft
Seine Eltern waren der dänische Kammerherr Friedrich Graf von Bernstorff  (1773–1838) und dessen Ehefrau, die Freiin Ferdinandine von Hammerstein-Equord (1783–1853).

## Leben
Der gebürtige Mecklenburger Albrecht Graf von Bernstorff studierte Rechtswissenschaft an der Georg-August-Universität Göttingen, wo er 1827 Mitglied des Corps Vandalia Göttingen wurde, und an der Friedrich-Wilhelms-Universität in Berlin.
Nach den Examen trat er in den preußischen Staatsdienst. Im Jahr 1832 wurde er Attaché bei der preußischen Gesandtschaft in Hamburg. Ein Jahr später wurde er zum Legationssekretär in Den Haag ernannt. Im Jahr 1837 wurde er nach St. Petersburg versetzt und zum Legationsrat ernannt. Wegen des Todes seines Vaters kehrte er im selben Jahr nach Deutschland zurück, um Familienangelegenheiten zu regeln. Danach wechselte er 1838 nach Paris. Dort heiratete er 1839 Anna von Könneritz (* 23. Mai 1821 in Dresden), Tochter des sächsischen Gesandten am französischen Hofe Hans Heinrich von Könneritz (1790–1863). Im Jahr 1840 wurde Bernstorff Geschäftsträger im Königreich Neapel und 1841 in Paris.
Anschließend war er ab 1842 vortragender Rat der politischen Abteilung im Außenministerium. Dabei hatte er zeitweise auch den Außenminister zu vertreten. Im Jahr 1843 folgte die Beförderung zum geheimen Legationsrat. Als außerordentlicher Gesandter und bevollmächtigter Minister ging Bernstorff 1845 nach München. Zwischen Mai 1848 und 1851 war er preußischer Gesandter in Wien. Während der Revolution von 1848/49 im Kaisertum Österreich setzte er sich für ein enges Bündnis von Preußen und Österreich ein. Als unter Felix zu Schwarzenberg die Gegensätze zwischen beiden Staaten zunahmen, zog Preußen auf ausdrücklichen Wunsch der österreichischen Seite Bernstorff, den erklärten Gegner der Olmützer Punktation, von seinem Posten ab.
In den Jahren 1851 und 1852 vertrat Bernstorff die Stadt Berlin im Preußischen Herrenhaus und gehörte der Fraktion Alvensleben an, bis er 1852 mit dem Titel eines wirklichen Geheimen Rates als preußischer Gesandten in Neapel in den Staatsdienst zurückkehrte. Danach löste er 1854 Karl Josias von Bunsen als Gesandten in London. Grund der Abberufung Bunsens war dessen eigenmächtig englandfreundliches Auftreten angesichts des Krimkrieges gewesen. In London hielt man seinen Nachfolger daher für russophil. Bernstorff gelang es jedoch, das Ansehen Preußens trotz seiner schwankenden Haltung zwischen den Kriegsparteien zu wahren, und persönlich eine angesehene Stellung in der Londoner Gesellschaft zu gewinnen.
Bereits 1848 und 1850 hatte König Friedrich Wilhelm IV. Bernstorff vergeblich das Amt des preußischen Außenministers angeboten. Erst unter König Wilhelm I. nahm Bernstorff in der Endphase der Neuen Ära 1861 den Posten im Kabinett Karl Antons von Hohenzollern an. Er löste den Altliberalen Alexander von Schleinitz ab und verstärkte im Kabinett die eher konservativen Kräfte um August von der Heydt und Albrecht von Roon. Auch im folgenden Kabinett Hohenlohe-Ingelfingen behielt er sein Amt.
In den Auseinandersetzungen um die Neugestaltung des Deutschen Bundes sprach sich Außenminister Bernstorff für eine kleindeutsche, preußisch geführte Union aus, ohne dass Preußen diese Pläne zunächst weiterverfolge. Bernstorff setzte eine rasche Anerkennung des neuen Königreichs Italien durch. Im Deutschen Bund bedeutete dies eine klare Absage an eine Zollunion mit Österreich.
Am Beginn des preußischen Verfassungskonflikts stand Wilhelm I. vor der Entscheidung, ohne verfassungsmäßig beschlossenen Haushalt zu regieren. Von der Heydt, Bernstorff und Handelsminister Heinrich Wilhelm von Holtzbrinck lehnten dies als Verfassungsbruch ab und traten zurück. Andere Minister waren zum Weitermachen bereit. In dieser Situation ernannte der König auf Betreiben des Kriegsministers Roon den bisherigen preußischen Gesandten in Paris, Otto von Bismarck, zum Ministerpräsidenten und zum Nachfolger Bernstorffs als Außenminister.
Bernstorff wurde erneut preußischer Botschafter im Range eines Staatsministers in London. Er vertrat Preußen unter anderem auf der Konferenz von London (1864), die zum Frieden von Wien (1864) führte. Nach der Gründung des Norddeutschen Bundes war er als dessen Botschafter 1867 auf der Londoner Konferenz an der Regelung des Status von Luxemburg beteiligt. Infolge der Reichsgründung war er von 1871 bis zu seinem Tod der erste deutsche Botschafter im Vereinigten Königreich.

## Familie
Er heiratete 1839 Anna von Könneritz (* 23. Mai 1821 in Dresden), die Tochter des sächsischen Gesandten am französischen Hofe Hans Heinrich von Könneritz (1790–1863). Das Paar hatte fünf Söhne und 2 Töchter, darunter:
- Percy von Bernstorff (* 17. Juni 1858; † 18. Dezember 1930)

⚭ Olga Jacobs (* 16. April 1869; † 11. April 1920)
⚭ Waldtraut Pia Augusta Christa von Koenneritz (* 9. Dezember 1907; † 24. Juni 1991)
- Johann Heinrich von Bernstorff (* 14. November 1862; † 6. Oktober 1939) ⚭ 1887 Jeanne Luckemeyer (* 13. Dezember 1867; † 25. April 1943)